# Кирилл (Флоринский, архимандрит)
Архимандри́т Кири́лл Флори́нский (ум. 9 (20) января 1744, Сергиев Посад) — священнослужитель Русской православной церкви, архимандрит Троице-Сергиевого монастыря.

## Биография
Родился в самом начале XVIII века. По данным архиепископа Филарета (Гумилевского), «был внук священника Козьмы и сын священника Авдия Флоринского», служивших в селе Ворожба Лебедянского уезда.
Окончил Харьковский коллегиум, затем в 1729—1732 годах обучался за границей. По возвращении из-за границы в Харьков был пострижен в монашество и в ноябре 1732 года определён учителем пиитики в Харьковский коллегиум.
22 февраля 1733 года рукоположён во иеродиакона, а 13 мая — во иеромонаха.
Был также преподавателем философии, а с 1 сентября 1735 года префектом Харьковского коллегиума.
В 1736 году начал преподавать богословие в Славяно-греко-латинской академии в Москве; был её префектом, а также настоятелем Симонова монастыря.
В июле 1741 года был назначен архимандритом Заиконоспасского монастыря.
5 сентября 1742 года переведён в Троице-Сергиев монастырь, и в октябре того же года открыл Троицкую лаврскую семинарию.
Преподавателями были приглашены наставники Славяно-греко-латинской и Киевской академий. Трудами Кирилла была учреждена семинарская библиотека, под которую специально выделили две палаты под чертогами и три палаты в городской стене монастыря.
Принимал участие в издании Библии. Кирилл подал мнение, что древний славянский текст ближе к древнейшему Александрийскому, чем текст ватиканский, и доказал, что в последнем есть немало вставок, с одной стороны, и пропусков, с другой; поэтому он предлагал оставить начатое под влиянием Феофана Прокоповича исправление русского текста Библии по ватиканскому и печатать прямо по древнему славянскому, и это его мнение было принято.
Написал также ряд трудов проповеднического и догматического характера.

Могила архимандрита Кирилла (Флоринского)

Скончался 9 января 1744 года. Погребён в южной половине западного притвора Успенского собора, хотя Троицких архимандритов обычно погребали около Серапионовой палатки, располагающейся у южной стены Троицкого собора. Его могила не была отмечена ни плитой, ни памятной доской. После разборки притвора в 1781 году его могила на долгие годы была забыта. Единственным напоминанием о месте его погребения служила запись во вкладной книге монастыря 1672/1673 года.
В библиотеке Московской духовной академии хранилось написанное им «Богословие положительное и полемическое, преподанное в московской академии Кириллом Флоринским» на латинском языке; по отзыву митрополита Филарета (Дроздова), «наука отца Кирилла далеко выше науки Лопатинского, как по систематической стройности, так и по меньшей схоластичности в решении вопросов».
В конце ноября 2009 года во время проведения по указанию Патриаршего архитектурно-реставрационного центра земляных работ у юго-западного угла Успенского собора на глубине примерно 2 м от дневной поверхности были обнаружены останки архимандрита Кирилла. Скелет располагался в необычайно широком деревянном гробу, от которого сохранились дощатые боковые стенки и дно. В ходе этой работы были обнаружены постригальный и параманный кресты, иконы-накладки и жемчуг, которыми была украшена митра архимандрита Кирилла.

## Источник
- Кирилл (Флоринский), архимандрит Троице-Сергиева монастыря // Русский биографический словарь : в 25 томах. — СПб., 1897. — Т. 8: Ибак — Ключарев. — С. 662.
- Попов Н. В., свящ. Кириллъ (Флоринскій) — архимандритъ Троице-Сергіева монастыря // Православная богословская энциклопедия или Богословский энциклопедический словарь: издание под ред. проф. А. П. Лопухина : — Петроград : Т-во А. П. Лопухина, 1900—1911. — Т. 10: «Киннамон — Кион» : — 1909. — С. 408—410:
- Энговатова А. В., Васильева Е. Е., Цветкова Н. Н. Исследование захоронения архимандрита Кирилла (Флоринского) в Троице-Сергиевой лавре († 9 (20) января 1744 г.) // Жизнь в Российской империи: новые источники в области археологии и истории XVIII века. Материалы международной научной конференции. Институт археологии РАН; Институт российской истории РАН. 2018. — С. 121—123.